# Restigné
Restigné est une commune française du département d'Indre-et-Loire, en région Centre-Val de Loire.
Ses habitants sont appelés les Restignons et Restignonnes.

## Géographie

### Localisation
Restigné se situe dans la Touraine angevine, anciennement l'Anjou jusqu'à la Révolution française.
|           | Benais                | Continvoir        |
| Bourgueil | Restigné              | Coteaux-sur-Loire |
|           | La Chapelle-sur-Loire |                   |

### Hydrographie

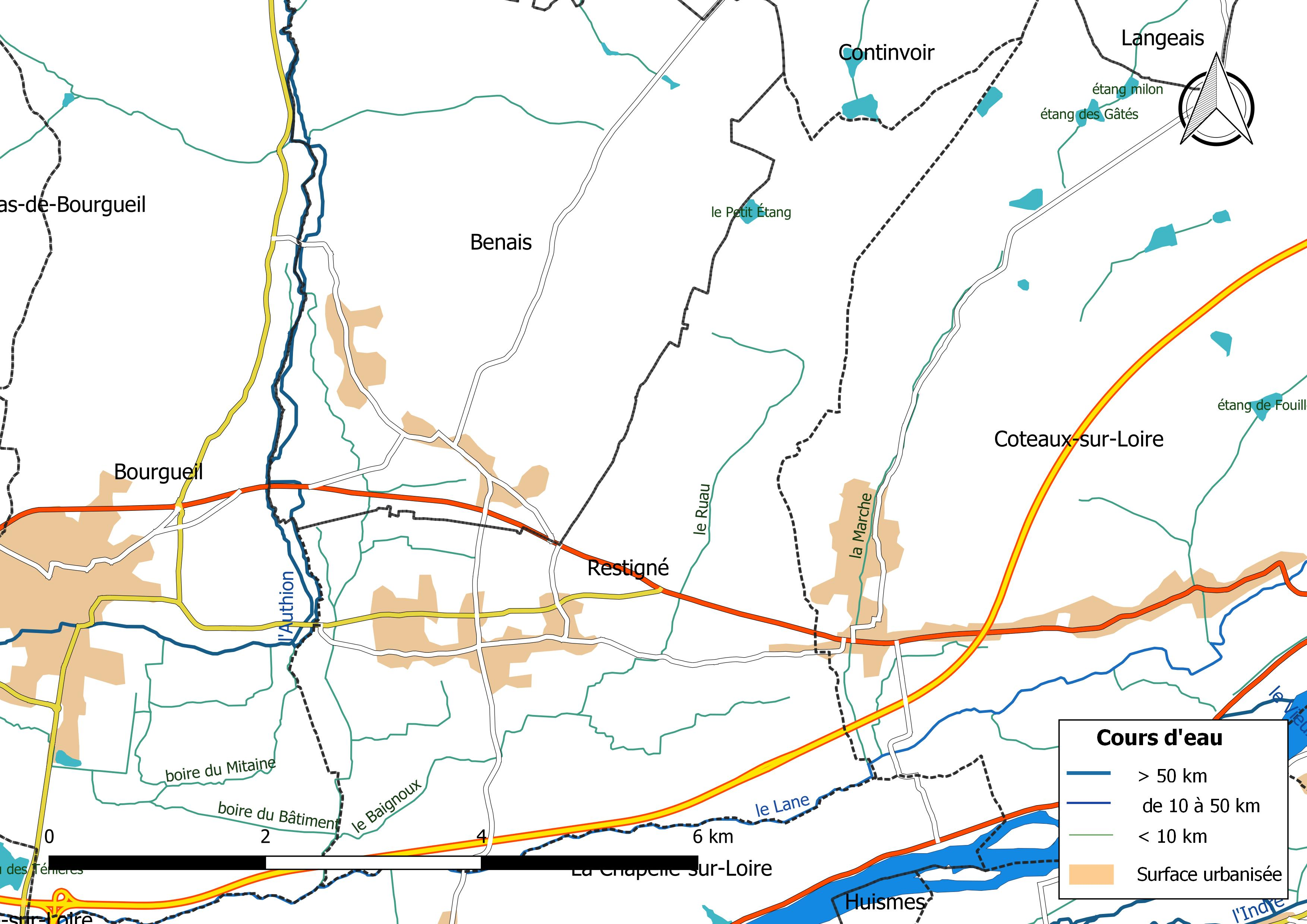
Réseau hydrographique de Restigné.

Le réseau hydrographique communal, d'une longueur totale de 19,25 km, comprend un cours d'eau notable, le Lane (2,139 km), et sept petits cours d'eau dont la Marche (0,077 km), le Baignoux (5,646 km) et le Ruau (5,212 km),.
Le Lane, d'une longueur totale de 27,8 km, prend sa source dans la commune de Coteaux sur Loire et se jette  dans l'Authion à Varennes-sur-Loire (Maine-et-Loire), après avoir traversé 10 communes. 
Sur le plan piscicole, le Lane est classé en deuxième catégorie piscicole. Le groupe biologique dominant est constitué essentiellement de poissons blancs (cyprinidés) et de carnassiers (brochet, sandre et perche).
Trois zones humides ont été répertoriées sur la commune par la direction départementale des territoires (DDT) et le conseil départemental d'Indre-et-Loire : « le Grand Étang de la Forêt de Benais », « le Petit étang » et « les landes humides de la Pataudière »,.

### Climat
Pour des articles plus généraux, voir Climat du Centre-Val de Loire et Climat d'Indre-et-Loire.
En 2010, le climat de la commune est de type climat océanique altéré, selon une étude du CNRS s'appuyant sur une série de données couvrant la période 1971-2000. En 2020, Météo-France publie une typologie des climats de la France métropolitaine dans laquelle la commune est dans une zone de transition entre le climat océanique et le climat océanique altéré et est dans la région climatique  Moyenne vallée de la Loire, caractérisée par une bonne insolation (1 850 h/an) et un été peu pluvieux. 
Pour la période 1971-2000, la température annuelle moyenne est de 12,1 °C, avec une amplitude thermique annuelle de 14,8 °C. Le cumul annuel moyen de précipitations est de 678 mm, avec 11 jours de précipitations en janvier et 6 jours en juillet. Pour la période 1991-2020, la température moyenne annuelle observée sur la station météorologique de Météo-France la plus proche, sur la commune de Saint-Nicolas-de-Bourgueil à 8 km à vol d'oiseau, est de 12,5 °C et le cumul annuel moyen de précipitations est de 612,8 mm,. Pour l'avenir, les paramètres climatiques de la commune estimés pour 2050 selon différents scénarios d'émission de gaz à effet de serre sont consultables sur un site dédié publié par Météo-France en novembre 2022.

## Urbanisme

### Typologie
Au 1er janvier 2024, Restigné est catégorisée commune rurale à habitat dispersé, selon la nouvelle grille communale de densité à sept niveaux définie par l'Insee en 2022.
Elle appartient à l'unité urbaine de Bourgueil, une agglomération intra-départementale regroupant trois  communes, dont elle est une commune de la banlieue,,. La commune est en outre hors attraction des villes,.

### Occupation des sols
L'occupation des sols de la commune, telle qu'elle ressort de la base de données européenne d’occupation biophysique des sols Corine Land Cover (CLC), est marquée par l'importance des territoires agricoles (69,2 % en 2018), en diminution par rapport à 1990 (70,9 %). La répartition détaillée en 2018 est la suivante : 
cultures permanentes (32,9 %), forêts (24,4 %), terres arables (19,5 %), zones agricoles hétérogènes (13,5 %), zones urbanisées (6,3 %), prairies (3,3 %). L'évolution de l’occupation des sols de la commune et de ses infrastructures peut être observée sur les différentes représentations cartographiques du territoire : la carte de Cassini (XVIIIe siècle), la carte d'état-major (1820-1866) et les cartes ou photos aériennes de l'IGN pour la période actuelle (1950 à aujourd'hui).

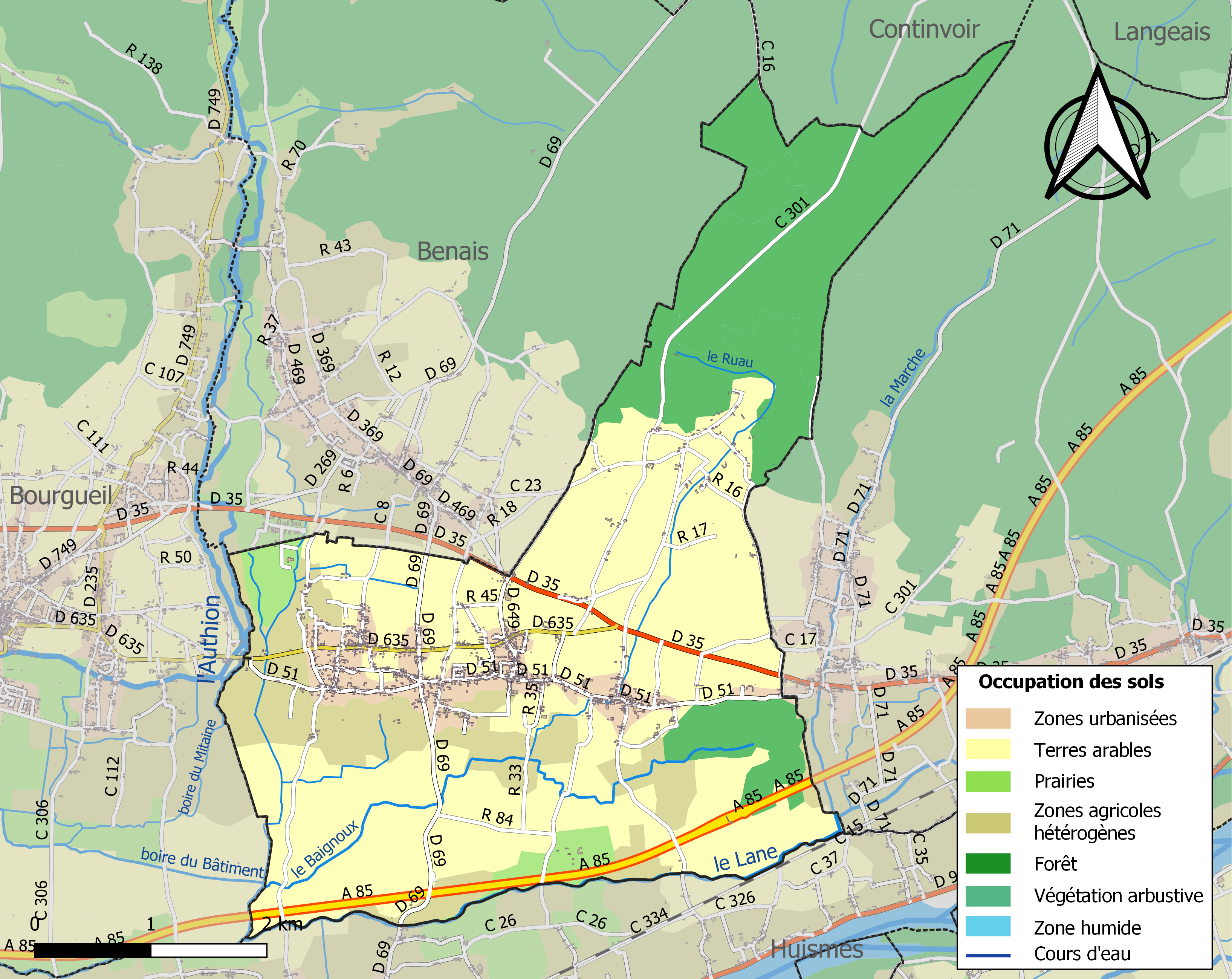
Carte des infrastructures et de l'occupation des sols de la commune en 2018 (CLC).

### Risques majeurs
Le territoire de la commune de Restigné est vulnérable à différents aléas naturels : météorologiques (tempête, orage, neige, grand froid, canicule ou sécheresse), inondations et séisme (sismicité faible). Il est également exposé à deux risques technologiques, la rupture d'un barrage et le risque nucléaire. Un site publié par le BRGM permet d'évaluer simplement et rapidement les risques d'un bien localisé soit par son adresse soit par le numéro de sa parcelle.

#### Risques naturels
Certaines parties du territoire communal sont susceptibles d’être affectées par le risque d’inondation par débordement de cours d'eau, notamment le Lane. La commune fait partie du territoire à risques importants d'inondation (TRI) d'Angers-Authion-Saumur, un des 21 TRI qui ont été arrêtés fin 2012 sur le bassin Loire-Bretagne et portés à 22 lors de l'actualisation de 2018. Des cartes des surfaces inondables ont été établies pour trois scénarios : fréquent (crue de temps de retour de 10 ans à 30 ans), moyen (temps de retour de 100 ans à 300 ans) et extrême (temps de retour de l'ordre de 1 000 ans, qui met en défaut tout système de protection),. La commune a été reconnue en état de catastrophe naturelle au titre des dommages causés par les inondations et coulées de boue survenues en 1982 et 1999,.

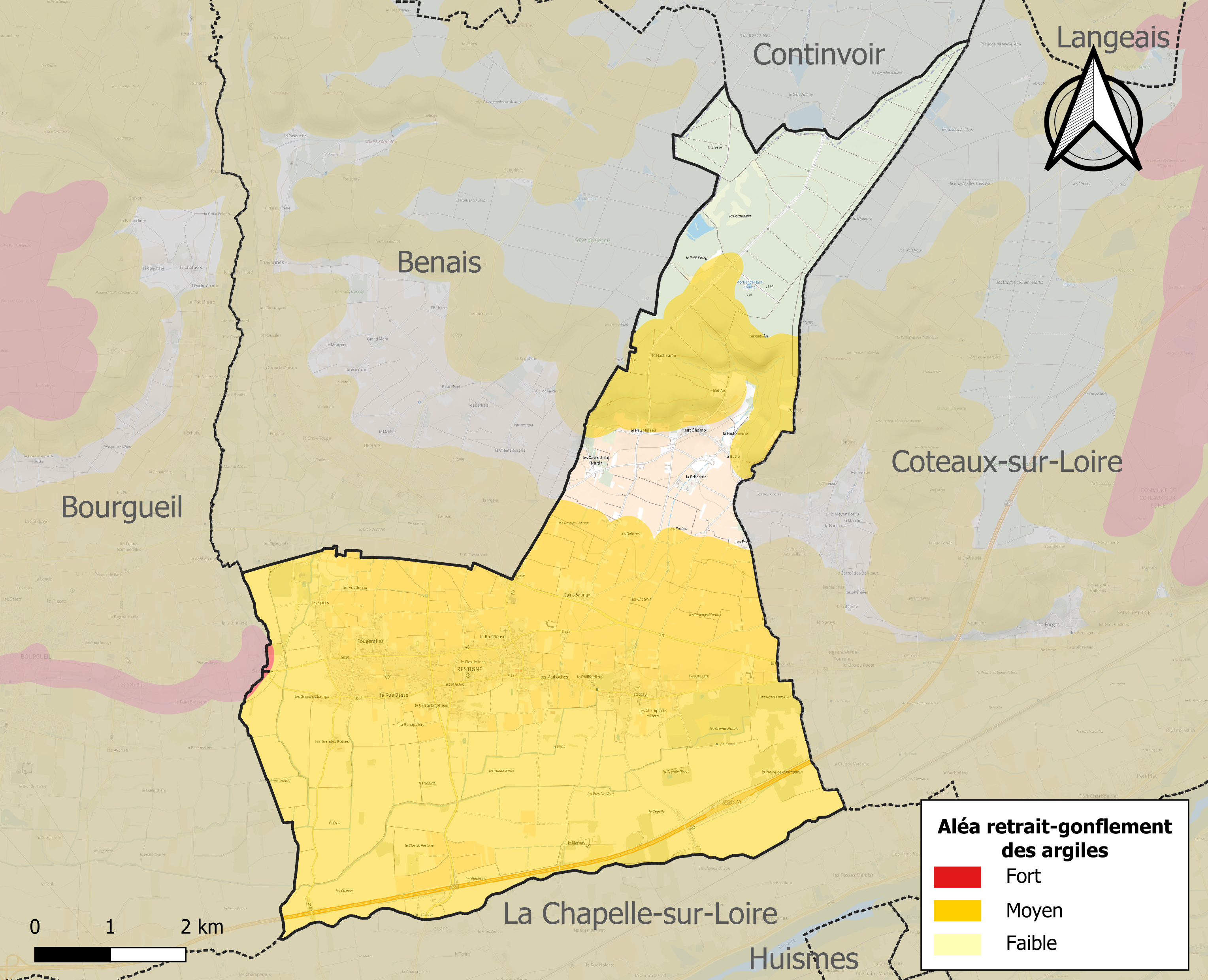
Carte des zones d'aléa retrait-gonflement des sols argileux de Restigné.

Le retrait-gonflement des sols argileux est susceptible d'engendrer des dommages importants aux bâtiments en cas d’alternance de périodes de sécheresse et de pluie. 80,9 % de la superficie communale est en aléa moyen ou fort (90,2 % au niveau départemental et 48,5 % au niveau national). Sur les 720 bâtiments dénombrés sur la commune en 2019, 684 sont en aléa moyen ou fort, soit 95 %, à comparer aux 91 % au niveau départemental et 54 % au niveau national. Une cartographie de l'exposition du territoire national au retrait gonflement des sols argileux est disponible sur le site du BRGM,.
Concernant les mouvements de terrains, la commune a été reconnue en état de catastrophe naturelle au titre des dommages causés par des mouvements de terrain en 1999.

#### Risques technologiques
Une partie du territoire de la commune est en outre située en aval d'une digue. À ce titre elle est susceptible d’être touchée par l’onde de submersion consécutive à la rupture de cet ouvrage.
En cas d’accident grave, certaines installations nucléaires sont susceptibles de rejeter dans l’atmosphère de l’iode radioactif. La commune étant située dans le périmètre immédiat de 5 km autour de la centrale nucléaire de Chinon, elle est exposée au risque nucléaire. À ce titre les habitants de la commune ont bénéficié, à titre préventif, d'une distribution de comprimés d’iode stable dont l’ingestion avant rejet radioactif permet de pallier les effets sur la thyroïde d’une exposition à de l’iode radioactif. En cas d'incident ou d'accident nucléaire, des consignes de confinement ou d'évacuation peuvent être données et les habitants peuvent être amenés à ingérer, sur ordre du préfet, les comprimés en leur possession.

## Histoire
Partie intégrante de la province d'Anjou et de son histoire, Restigné et la région de Bourgueil (y compris le domaine du château de Gizeux et jusqu'à Château-la-Vallière) furent rattachées en 1790 au tout nouveau département d'Indre-et-Loire.
En 1343, le sel devient un monopole d'État par une ordonnance du roi Philippe VI de Valois, qui institue la gabelle, la taxe sur le sel. L'Anjou fait partie des pays de « grande gabelle » et comprend seize tribunaux spéciaux ou « greniers à sel », dont celui de Bourgueil.
Le 24 mai 1589, Duplessis-Mornay gouverneur de Saumur (1589-1621) ne commande pas seulement la ville de Saumur, il prend la tête d'un gouvernement spécial qui est détaché de l'Anjou. Cette sénéchaussée de Saumur, englobe au nord de la Loire le pays de Bourgueil.
Restigné et le pays bourgueillois (s'étendant jusqu'à Ingrandes vers l'est et jusqu'au château de Gizeux au nord) dépendra de la sénéchaussée de Saumur jusqu'à la Révolution française.

## Politique et administration

### Administration municipale
| Période                                  | Période  | Identité                | Étiquette | Qualité |
| ---------------------------------------- | -------- | ----------------------- | --------- | ------- |
| 1989                                     | 1995     | Raymond Detailleur      |           |         |
| 1995                                     | 2001     | Jean-Pierre Chandelille |           |         |
| mars 2001                                | 2014     | Monique Galbrun         |           |         |
| mars 2014                                | En cours | Christine Hascoet       | SE        |         |
| Les données manquantes sont à compléter. |          |                         |           |         |

### Tendances politiques et résultats
| Scrutin             | Scrutin             | 1er tour | 1er tour  | 1er tour | 1er tour | 1er tour  | 1er tour | 1er tour | 1er tour  | 1er tour | 1er tour | 1er tour | 1er tour | 2d tour | 2d tour | 2d tour | 2d tour | 2d tour | 2d tour |
| Scrutin             | Scrutin             | 1er      | 1er       | %        | 2e       | 2e        | %        | 3e       | 3e        | %        | 4e       | 4e       | %        | 1er     | 1er     | %       | 2e      | 2e      | %       |
| ------------------- | ------------------- | -------- | --------- | -------- | -------- | --------- | -------- | -------- | --------- | -------- | -------- | -------- | -------- | ------- | ------- | ------- | ------- | ------- | ------- |
| Présidentielle 2017 | Présidentielle 2017 |          | LR        | 25,67    |          | FN        | 24,57    |          | EM        | 20,56    |          | LFI      | 11,80    |         | EM      | 58,45   |         | FN      | 41,55   |
| Présidentielle 2022 | Présidentielle 2022 |          | LREM      | 30,91    |          | RN        | 28,05    |          | LFI       | 12,73    |          | LR       | 6,49     |         | LREM    | 54,35   |         | RN      | 45,65   |
| Législatives 2022   | 5e                  |          | MoDem-Ens | 29,88    |          | RN        | 25,39    |          | PCF-Nupes | 15,63    |          | LR       | 12,70    |         | RN      | 55,89   |         | MoDem   | 44,11   |
| Législatives 2024   | 5e                  |          | RN        | 42,32    |          | MoDem-Ens | 27,97    |          | PCF-NFP   | 16,81    |          | LR       | 11,45    |         | MoDem   | 52,20   |         | RN      | 47,80   |

### Jumelages
- Jandrain-Jandrenouille (Belgique)

## Population et société

### Évolution démographique
L'évolution du nombre d'habitants est connue à travers les recensements de la population effectués dans la commune depuis 1793. Pour les communes de moins de 10 000 habitants, une enquête de recensement portant sur toute la population est réalisée tous les cinq ans, les populations de référence des années intermédiaires étant quant à elles estimées par interpolation ou extrapolation. Pour la commune, le premier recensement exhaustif entrant dans le cadre du nouveau dispositif a été réalisé en 2004.

En 2022, la commune comptait 1 121 habitants, en évolution de −11,31 % par rapport à 2016 (Indre-et-Loire : +1,67 %, France hors Mayotte : +2,11 %).
| 1793  | 1800  | 1806  | 1821  | 1831  | 1836  | 1841  | 1846  | 1851  |
| ----- | ----- | ----- | ----- | ----- | ----- | ----- | ----- | ----- |
| 1 749 | 1 575 | 1 991 | 2 114 | 2 268 | 2 084 | 1 979 | 2 014 | 1 960 |

| 1856  | 1861  | 1866  | 1872  | 1876  | 1881  | 1886  | 1891  | 1896  |
| ----- | ----- | ----- | ----- | ----- | ----- | ----- | ----- | ----- |
| 1 988 | 2 035 | 2 041 | 2 013 | 1 969 | 1 951 | 1 834 | 1 804 | 1 708 |

| 1901  | 1906  | 1911  | 1921  | 1926  | 1931  | 1936  | 1946  | 1954  |
| ----- | ----- | ----- | ----- | ----- | ----- | ----- | ----- | ----- |
| 1 639 | 1 565 | 1 445 | 1 386 | 1 314 | 1 278 | 1 284 | 1 253 | 1 203 |

| 1962  | 1968  | 1975  | 1982  | 1990  | 1999  | 2004  | 2006  | 2009  |
| ----- | ----- | ----- | ----- | ----- | ----- | ----- | ----- | ----- |
| 1 386 | 1 302 | 1 198 | 1 210 | 1 187 | 1 225 | 1 158 | 1 162 | 1 195 |

| 2014  | 2019  | 2022  | - | - | - | - | - | - |
| ----- | ----- | ----- | - | - | - | - | - | - |
| 1 225 | 1 149 | 1 121 | - | - | - | - | - | - |

### Enseignement
Restigné se situe dans l'Académie d'Orléans-Tours (Zone B) et dans la circonscription de Langeais.
L'école primaire accueille les élèves de la commune.

### Vie locale
- Fête des Épouvantails (juillet).
- Fête de la Saint-Brice (novembre).

## Lieux et monuments
- Mairie.
- Château Louy.
- Église Saint-Martin, du XIIe siècle et son caquetoire.
- Vignobles de vin de Bourgueil.
- Manoir de la Plâterie
- Manoir de Brulon